# Criatura imaginaria
Para la novela de J. K. Rowling, véase Animales fantásticos y dónde encontrarlos.
Para la película del 2016 basada en la novela, véase Animales fantásticos y dónde encontrarlos (película)

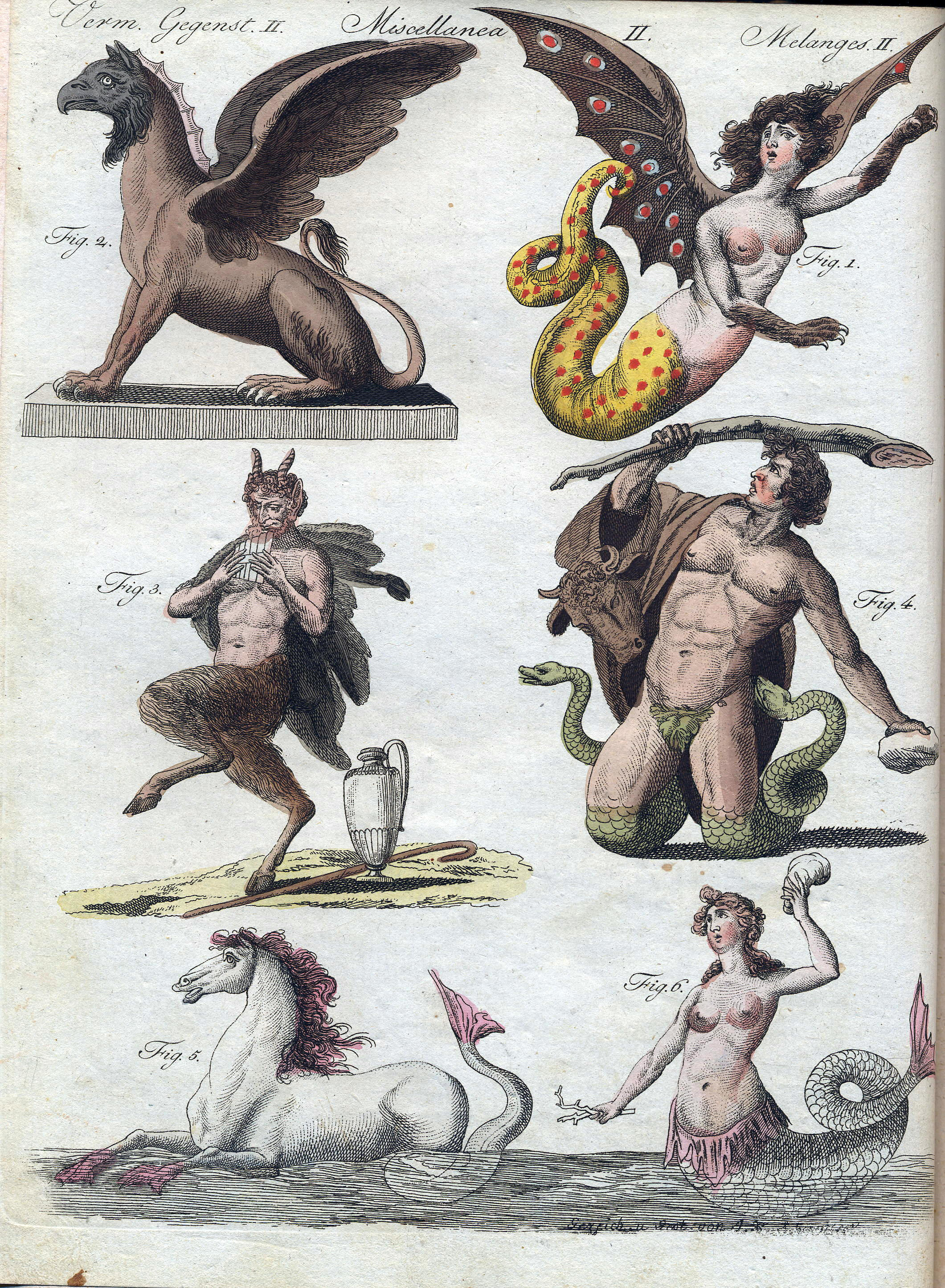
Criaturas mitológicas clásicas. Ilustración de Friedrich Justin Bertuch, Kinderbuch Fabelwesen 2 (1806).

Criatura imaginaria, ficticia, fantástica, mitológica, fabulosa, misteriosa o legendaria son denominaciones que se dan a distintos seres presentes en la mitología de distintas civilizaciones o en leyendas más o menos tradicionales del folclore o la cultura popular; con independencia de su carácter sobrenatural o no, o de la creencia en la realidad de su existencia, que solía ser común, incluso entre las personas instruidas, en la época anterior a la Ilustración.
Muchas criaturas míticas son quiméricas o teriomorfizadas: combinación de dos o más animales o con el ser humano. Pegaso, Amaru, Kukulkán, Quetzalcóatl, los distintos tipos de dragones y grifos, la esfinge y la propia quimera reúnen partes de distintos animales; el centauro, la parte superior de un hombre y el cuerpo de un caballo; el minotauro, el cuerpo de un hombre y la cabeza de un toro; los sátiros, la parte superior de hombre y la inferior de cabra; las sirenas, la parte superior de mujer y la inferior de pez; el lamasu o kirubi, partes de distintos animales con cabeza humana. No siempre existía la intención de entender tales combinaciones como la yuxtaposición literal de partes de distintas especies.
Algunas se basaron en criaturas reales (animales, vegetales o incluso razas humanas o costumbres de pueblos) percibidos como monstruos inconcebibles por viajeros de otras culturas, cuyas confusas historias, tergiversadas por múltiples pasos intermedios, terminaban por acuñar una nueva especie imaginaria en los textos de la literatura clásica, en el Libro de los millones de Marco Polo, en el Voyage autour de la Terre de Jean de Mandeville, o en los múltiples bestiarios medievales: el cordero vegetal de Tartaria (supuestamente un cordero que crecía atado a la tierra, que en realidad provenía de la descripción de Cibotium barometz, un tipo de helecho), el unicornio (que se construyó a través de testimonios indirectos de rinocerontes y narvales, y del comercio de sus cuernos), las amazonas (pueblo de mujeres sin hombres), los donestres, los cinocéfalos, los blemias o los sciápodas (antropófagos, hombres con cabeza de perro, con la cabeza en el pecho o con un solo y gigantesco pie). Por falta de vocabulario morfológico, los eruditos y viajeros medievales intentaban describir animales inusuales mediante la comparación punto por punto con otros que les resultaban familiares: a la jirafa se la llamó camelopard (al compararla con la forma del camello y las manchas del leopardo); el nombre del propio leopardo (mantenido a pesar de la inexactitud zoológica de su etimología, que produce una fuerte confusión taxonómica) se debe a haberlo imaginado mezcla de león (leo en latín) y pantera (pardus en latín).
Todos estos seres, al quedar muy definidos por su corporeidad, se distinguen notablemente de otro tipo de personajes mitológicos definidos por su carácter más espiritual (divinidades, ángeles, demonios, dioses y criaturas feéricas -hadas, duendes, etc.-) y otras muchas criaturas míticas como Chuthlu, Drácula, hombres lobo, Medusa, el monstruo del lago Ness, etc.

## Mixtificación y provocación

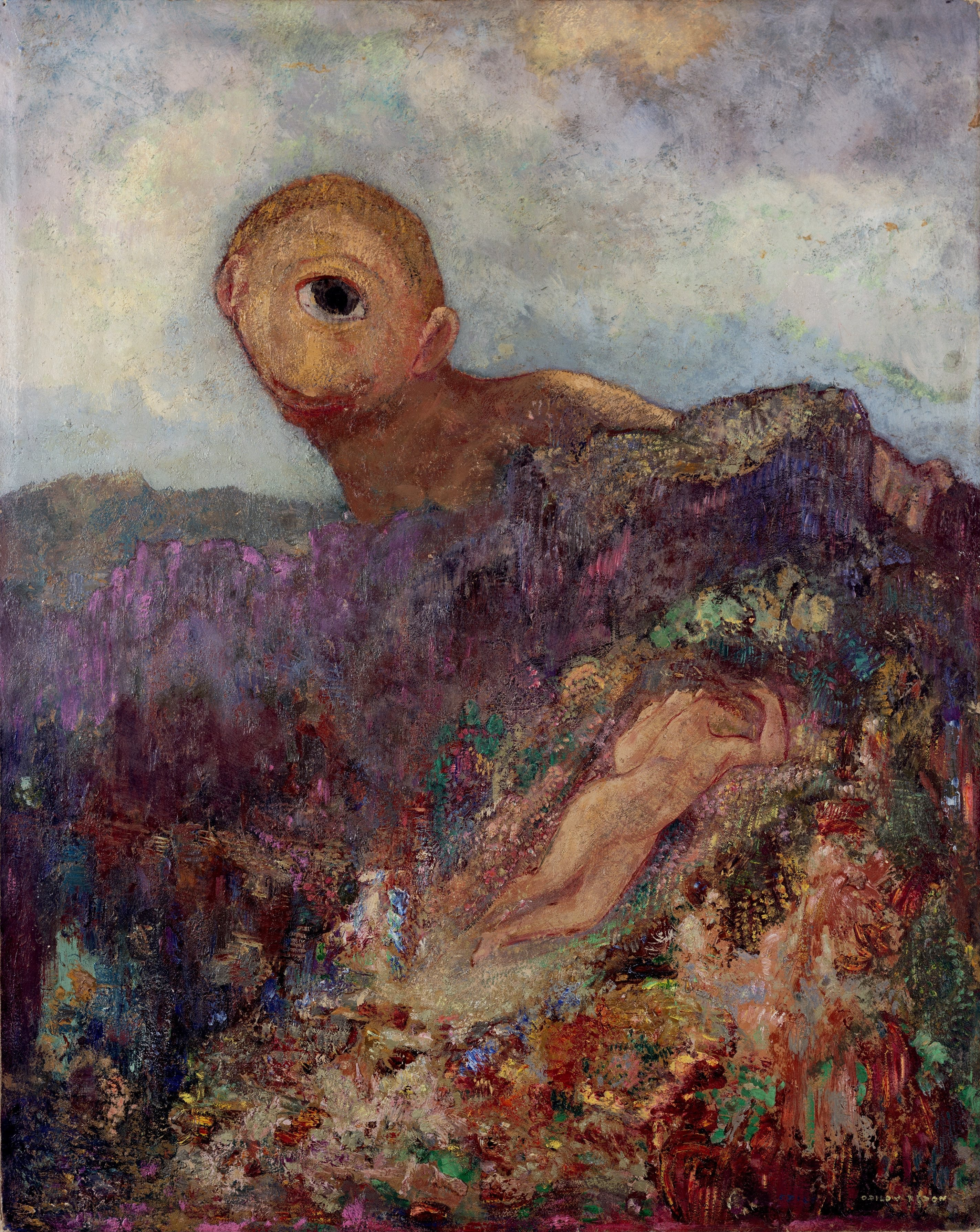
Le cyclope, de Odilon Redon (ca. 1914).

Ha sido relativamente frecuente el intento de reconstruir algún tipo de criatura fantástica, abiertamente (efectos especiales) o mediante fraude (gigante de Cardiff); e incluso se ha tomado por fraude algún caso de extraña criatura real a la que no se quería dar crédito, como ocurrió inicialmente con el ornitorrinco. Algo similar sucedió en paleoantropología: durante mucho tiempo se tuvo por cierta la falsificación del "eslabón perdido" denominada hombre de Piltdown, mientras que inicialmente se consideraron como fruto de un fraude las pinturas de Altamira.
En el contexto de la polémica sobre el evolucionismo, se propuso una criatura imaginaria denominada "Monstruo de Espagueti Volador", explícitamente definida como ficticia, con propósitos provocadores.

## Criptozoología

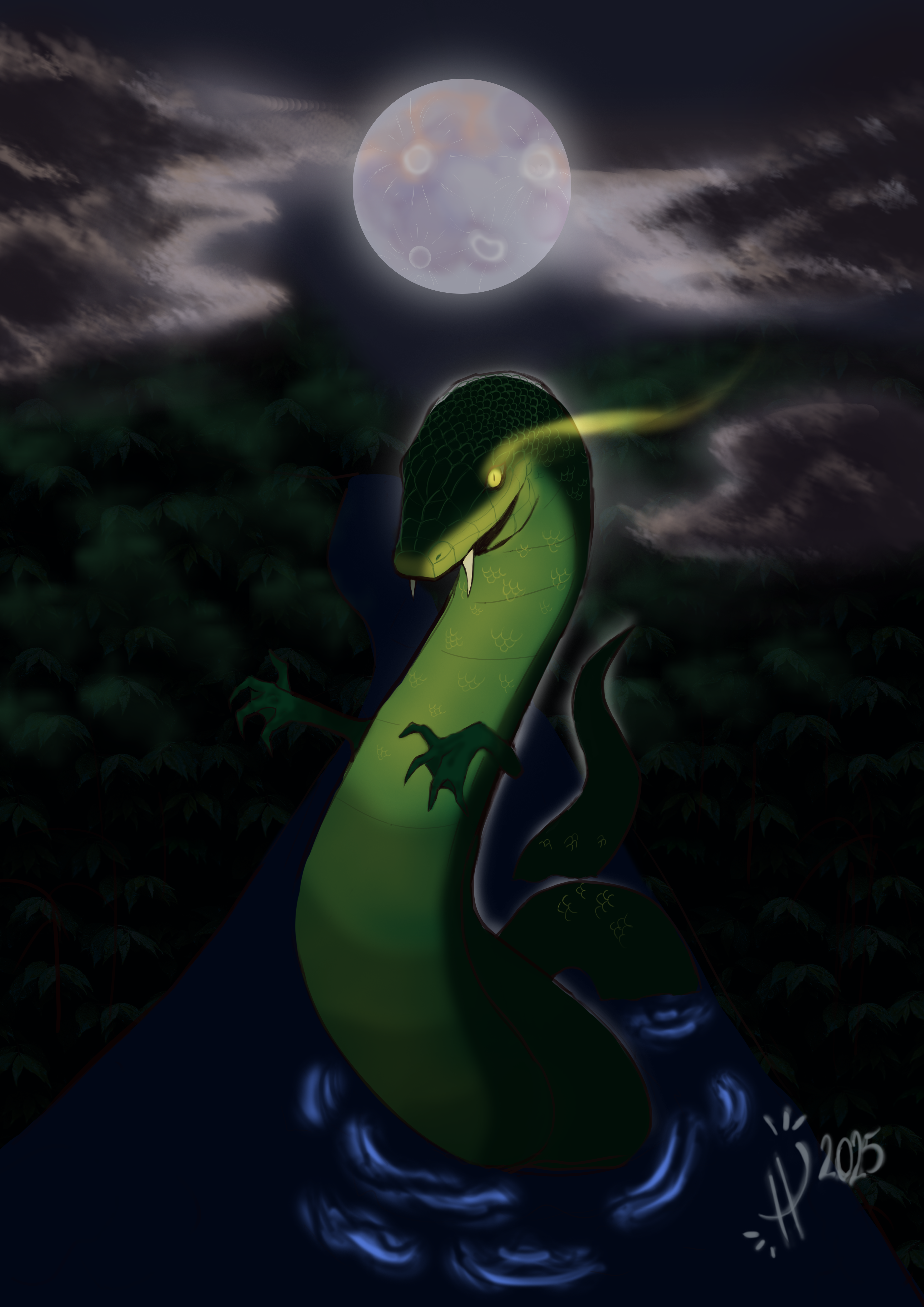
El Jichi, animal mitológico boliviano.

Todavía hay criaturas míticas, cuya existencia se considera real en creencias populares y en pseudociencia, bajo el nombre de "críptidos", cuyo estudio reclaman como disciplina propia los denominados "criptozoólogos". A través de ejemplos de criaturas legendarias arraigados en la mitología y el folclore, intentan descubrir cuál es la inspiración en animales reales (descubiertos o por descubrir) que podrían tener leyendas como la del yeti, el monstruo del lago Ness, el chupacabras, el diablo de Jersey, el hombre polilla, bigfoot, yowie, yeren, pukwudgie, etc. En algún caso, como los del calamar gigante (kraken) o el okapi (presentado por los nativos del Congo como un animal fabuloso, mezcla de cebra y jirafa, que los colonizadores tomaron por leyenda), el hallazgo de pruebas de su existencia (las del okapi en 1901 por Harry Johnston) ha sacado a tales animales del campo de estudio pseudocientífico de la criptozoología para situarlos en el plenamente científico de la zoología.
Los alienígenas y la existencia de vida extraterrestre pertenecen a otro tipo de disciplina, también en la frontera entre la pseudociencia popular y la ciencia académica, denominada exobiología.

## Arte y cultura

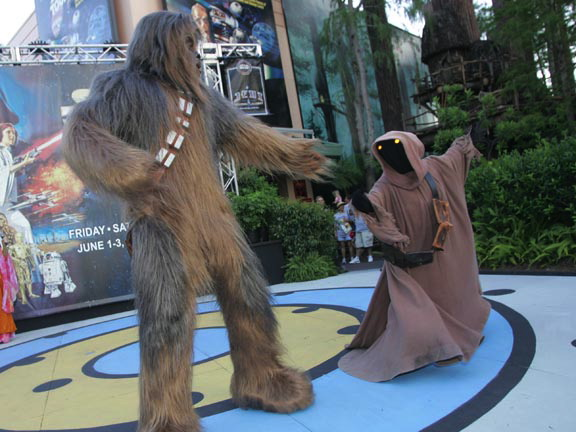
Criaturas de Star Wars.

A lo largo de la historia, las criaturas fantásticas se han representado en todas las formas del arte (pintura, escultura, ornamentos arquitectónicos), así como en la heráldica.
Las características sobrenaturales que se les adjudican (distintos poderes -fuerza, agilidad, vuelo-, conocimientos, posesiones o protección de riquezas u objetos de gran valor) los hacen muy socorridos para el género fantástico en la literatura y el cine, poblado por gran variedad de monstruos con apariencia o características animales (Drácula, el hombre lobo, Godzilla, King Kong, etc.); especialmente en el subgénero conocido como fantasía heroica y sus derivados (juegos de rol como Dungeons & Dragons, videojuegos como Everquest).
Algunos autores han desarrollado su literatura como un ejercicio de construcción de un universo pseudomitológico habitado por todo tipo de criaturas fantásticas inspiradas en las mitologías grecorromana y nórdica como en el caso de las novelas de J. R. R. Tolkien (El señor de los anillos), muy imitadas en la literatura infantil y juvenil (C. S. Lewis -Narnia-, Michael Ende -La historia interminable- o J. K. Rowling -Harry Potter-). Lo mismo ha ocurrido con el género de la ciencia ficción (Frank Herbert -Dune- o George Lucas -La guerra de las galaxias-).
Jorge Luis Borges realizó una recopilación o "Manual de zoología fantástica" titulada El libro de los seres imaginarios.

... pertenecientes al Emperador, embalsamados, amaestrados, lechones, sirenas, fabulosos, perros sueltos, incluidos en esta clasificación, que se agitan como locos, innumerables, dibujados con un pincel finísimo de pelo de camello, etcétera, que acaban de romper el jarrón, que de lejos parecen moscas
Clasificación de animales del Emporio Celestial de Conocimientos Benévolos, enciclopedia china imaginada por Borges

Umberto Eco reflexiona sobre utilización de estas criaturas en la literatura y el arte medieval en varias de sus obras (la novela Baudolino, los ensayos Historia de la belleza e Historia de la fealdad).